# PIC18F452
O PIC 18F452 é um modelo de microcontrolador PIC da família de 16 bits de núcleo de processamento, apesar de ainda lidar com dados de 8 bits. A vantagem dessa família de PICs é que eles possuem mais instruções em código de máquina (75 contra 35 da série 16F) que é otimizada para ser usada com compiladores de linguagem C e memória linear (ao contrário dos irmãos menores que possuem memória dividida em bancos de memória). A sua velocidade de processamento também é maior, na maioria até 10 MIPS (a 40MHz de clock) com alimentação entre 2 e 5,5V. O seu encapsulamento DIP consiste em 40 pinos. 
Esse modelo possui 32k bytes (16k instruções) de memória de programa flash, 1536 bytes de memória RAM e 256 bytes de memória EEPROM. Os principais periféricos internos são:
- 8 canais para conversão A/D a 10 bits
- AUSART (addressable universal synchronous assynchronous receiver transmitter) com suporte para RS485
- MSSP (master synchronous serial port) para SPI e I2C
- PSP (parallel slave port)
- 4 timers (3 de 16 bits e 1 de 8 bits)
- 2 módulos CCP (capture compare PWM)

O 18F452 é o modelo de uso geral da família 18F de microcontroladores PIC
[[Categoria:Componentes eletrônicos]